# Monte Carlo (film 2011)
Monte Carlo – amerykański film w reżyserii Thomasa Bezuchy z Seleną Gomez w roli głównej. Premiera filmu w Polsce odbyła się 9 września 2011 roku.

## Fabuła
Grace Bennett, młoda dziewczyna z Teksasu wyrusza wraz z przyjaciółką, Emmą Perkins i przyrodnią siostrą Meg Kelly w wymarzoną podróż do Paryża. Zbieg okoliczności sprawia, że zostaje wzięta za dziedziczkę ogromnej fortuny, a stąd już tylko krok do ekskluzywnych pokazów mody, lotów prywatnym odrzutowcem, tłumów paparazzi, śledzących każdy jej krok i wakacji w Monte Carlo, których nigdy nie zapomni.

## Obsada
- Selena Gomez – Grace Ann Bennett / Cordelia Winthrop Scott
- Katie Cassidy – Emma Danielle Perkins
- Leighton Meester – Margaret „Meg” Kelly-Bennett
- Pierre Boulanger(inne języki) – Theo Marchand
- Cory Monteith – Owen
- Luke Bracey – Riley
- Giulio Berruti – książę Domenico Da Silvano
- Catherine Tate – Alicia Winthrop Scott
- Andie MacDowell – Pamela Bennett
- Brett Cullen – Robert Kelly
- Valérie Lemercier – Madame Valerie

## Zdjęcia
Zdjęcia realizowane były na terenie Węgier (Budapeszt), Stanów Zjednoczonych (Dallas, Denton), Francji (Paryż), Monako.